# Poveljstvo specialnih operacij Združenih držav Amerike
Poveljstvo specialnih operacij Združenih držav Amerike (angleško United States Special Operations Command; kratici USSOCOM, USSCOM; ) je interrodovno poveljstvo oboroženih sil ZDA, ki poveljuje specialnim silam ZDA in koordinira ter načrtuje specialne operacije.
Sedež poveljstva je v AFB MacDill (Florida).
Poveljstvo nadzira:
- vse aktivne sile za specialne operacije,
- vse rezervne sile za specialne operacije,
- sile za specialne operacije Nacionalne garde ZDA vseh vej, ..., ki so nastanjene v CONUS-u.